# Jean-Claude Désir
Jean-Claude Désir (Puerto Príncipe; 8 de agosto de 1946) es un exfutbolista haitiano que jugó como centrocampista.

## Trayectoria
Apodado Tom Pouce, jugó la mayor parte de su carrera en Haití, en el Aigle Noir AC de 1965 a 1966, Racing Club Haïtien, en 1966 y nuevamente en el Aigle Noir AC hasta 1977. En los Estados Unidos, jugó con los Detroit Cougars donde disputó 11 partidos de la North American Soccer League en 1968, marcando un gol.

## Selección nacional
Fue internacional con Haití de 1965 a 1977 y vistió la camiseta 40 veces con un total de 10 goles marcados. Jugó 22 partidos en la fase de clasificación de la Copa del Mundo: siete para México 1970, siete para Alemania Federal 1974 y ocho hacia Argentina 1978.
Es parte de la generación dorada que ganó el Campeonato de Naciones de la Concacaf de 1973 y dijo presente en el Mundial de 1974, donde tuvo la oportunidad de disputar los tres encuentros de su país contra Italia, Polonia y Argentina.

### Participaciones en Copas del Mundo
| Mundial                        | Sede     | Resultado    |
| ------------------------------ | -------- | ------------ |
| Copa Mundial de Fútbol de 1974 | Alemania | Primera fase |

## Clubes
| Club                     | País           | Año       |
| ------------------------ | -------------- | --------- |
| Aigle Noir               | Haití          | 1965-1977 |
| Racing Haïtien (cesión)  | Haití          | 1966      |
| Detroit Cougars (cesión) | Estados Unidos | 1968      |

## Palmarés

### Títulos nacionales
| Título        | Equipo     | País  | Año  |
| ------------- | ---------- | ----- | ---- |
| Liga Nacional | Aigle Noir | Haití | 1970 |

### Títulos internacionales
| Título                                | Equipo | Sede  | Año  |
| ------------------------------------- | ------ | ----- | ---- |
| Campeonato de Naciones de la Concacaf | Haití  | Haití | 1973 |